# Shibuyunji
Shibuyunji és un districte de la província Central de Zàmbia.
Va ser creat per Michael Sata el juliol del 2012. El territori originalment formava part de la província Central, però amb la constitució com a districte va ser transferit a la província de Lusaka. Aquest fet s'emmarca en una sèrie d'accions dutes a terme pel govern de Sata en pro de la descentralització del país. Amb tot, el febrer del 2018 el president Edgar Lungu va decidir de reubicar Shibuyunji a la província Central.